# Museo de Cetáceos de Canarias
El Museo de Cetáceos de Canarias, inaugurado el 22 de abril del 2005, fue un museo situado en Lanzarote (Islas Canarias) que se creó con la finalidad de promover el conocimiento, la conservación y la investigación del patrimonio natural de Canarias en la población a través de los cetáceos, potenciando el descubrimiento, el respeto y la sensibilidad con el medio ambiente en general, y el medio marino en particular.
Fue el primer museo dedicado exclusivamente a los cetáceos en el territorio español y de los pocos que recogían información de las especies oceánicas en el ámbito mundial. Ofrecía una visión completa de los cetáceos y su hábitat, haciendo una mención especial a especies presentes en las aguas de Canarias. El Museo y la SECAC disponían de una de las colecciones biológicas y osteológicas más importantes sobre la familia Ziphiidae.